# Гай Сулпиций Галба (историк)
Вижте пояснителната страница за други личности с името Гай Сулпиций Галба.
Гай Сулпиций Галба (на латински: Gaius Sulpicius Galba) e политик и историк на Римската република през 1 век пр.н.е. и дядо на римския император Галба.

## Биография
Произлиза от клон Галба на знатната сенаторска фамилия Сулпиции. Син е на генерал Сервий Сулпиций Галба (претор 54 пр.н.е.). Потомък е на Сервий Сулпиций Галба (консул 144 пр.н.е.). Фамилията му притежава големи градини южно от Авентин, където стои един намерен гробен надпис. Вторият надпис е намерен близо до Терачина до рождената къща на неговия внук императора през 68 г. Галба.
Той е историк и претор през неизвестна година. Жени се и има син Гай Сулпиций Галба (суфектконсул 5 пр.н.е.), който е баща на Гай Сулпиций Галба (консул 22 г.) и на бъдъщия император Галба (през 68/69).